# Albert François Floncel
Albert François Floncel, né en 1697 à Luxembourg et mort le 15 septembre 1773 à Paris, est un écrivain et bibliophile français.

## Biographie
Né à Luxembourg en 1697, il est d’abord avocat au Parlement de Paris. Il est en 1731 secrétaire d'État de la principauté de Monaco, et, en 1739, premier secrétaire des affaires étrangères sous MM. Amelot et d’Argenson, censeur royal, etc. Il avait un goût très-prononcé pour la littérature italienne, et fut membre de l’Académie d'Arcadie de Rome, de celles de Florence, de Bologne, de Cortone. Il s’était, avec le temps, formé une bibliothèque très-précieuse, composée de 11 000 volumes en langue italienne. Il mourut le 15 septembre 1773. Le Catalogue de sa bibliothèque parut en 1774, 2 vol. in-8°, et est très-recherché aujourd’hui. On a de Floncel une traduction de la Lettre de M. Riccoboni à M. Muratori, sur la comédie de L'école des amis de M. de La Chaussée, 1737, in-12, réimprimée en 1762.
Jeanne-Françoise de Lavau Floncel, son épouse, née à Paris en 1715, morte le 6 octobre 1764, a traduit de l’italien de Goldoni les deux premiers actes de la comédie de L’avocat vénitien, 1760, in-12.
Albert-Jérôme Floncel, leur fils, né à Paris le 1er mai 1747, a donné un Essai sur la vie et les découvertes de Galileo Galilei, traduit de l’italien du P. Paolo Frisi, 1767, in-12 ; cet ouvrage se trouve aussi dans le Journal de Trévoux, avril 1767, et a été réimprimé dans l’Encyclopédie méthodique (Histoire, t. 2, p. 668-673).